# 阿霍恩塔尔
阿霍恩塔尔是德国巴伐利亚州的一个市镇。总面积41.70平方公里，总人口2246人，其中男性1125人，女性1121人（2011年12月31日），人口密度54人/平方公里。